# Menjagrà ventrenegre
El menjagrà ventrenegre (Sporophila melanogaster) és un ocell de la família dels tràupids (Thraupidae).

## Hàbitat i distribució
Habita matolls de les terres baixes del sud-est del Brasil.